# 硯井天満宮
硯井天満宮（すずりいてんまんぐう）は、岡山県玉野市にある神社（天満宮）。旧社格は無格社。

## 祭神
- 菅原道真（すがわらのみちざね）

## 歴史
1234年（文暦元年）10月創建。伝説では菅原道真が藤原時平の讒言によって左遷され大宰府へ船で向かう途中、現・玉野市八浜町の周辺に上陸した際、干潮時の海岸の砂浜のくぼみに水がふき出しているのを見つけ、それを飲むと、不思議なことにもとは海中であるはずの場所にもかかわらず塩気の無い清水であった。そのことを「神の恵み」と感謝した道真は、手を打って拝んだ。すると、くぼみから新たに水が湧き出し、その後も手を打つたびに水が湧き、しかも、湧き出す水には金の砂が混じっていたという。そのことに驚いた道真は、その水を硯にうつし、一首の歌を詠み、里人に与えたという。
海ならず　たたえる水の　底までも　清き心を　月ぞ照らさん
後に、歌を詠んだ人間が道真であることに気づいた里人たちが、創建されたのがこの神社とされている。水が湧き硯をすった場所を「硯井」と呼び、その場にに井戸と鳥居を建て、その近くの山に天神社をまつったとされている。

## 現地情報
所在地
- 岡山県玉野市八浜町大崎169-1

交通アクセス
- 最寄駅：JR宇野線八浜駅下車後、徒歩約5分